# Lordi-Platz

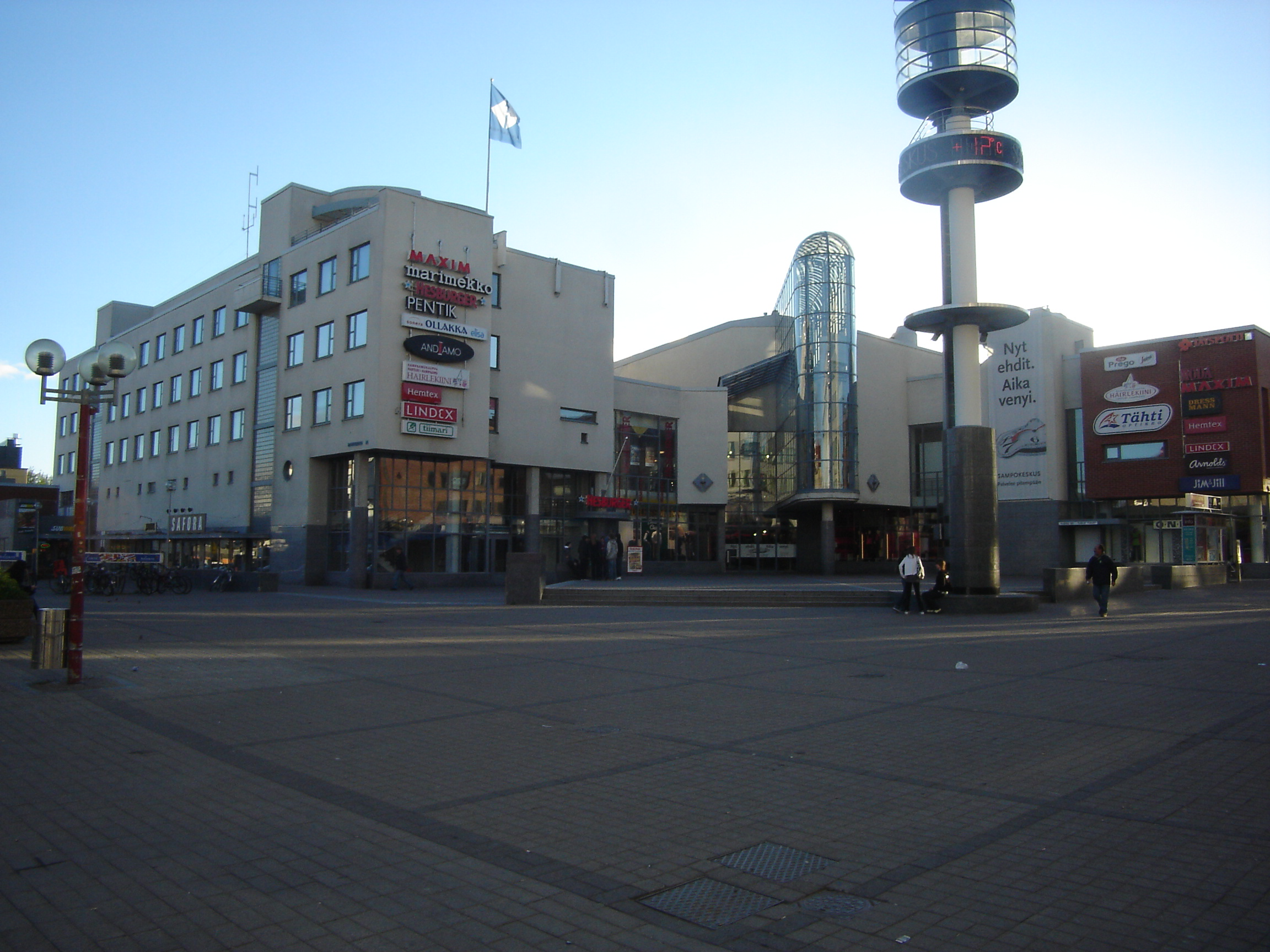
Der Lordi-Platz in Rovaniemi

Der Lordi-Platz (finnisch: Lordin aukio) ist der zentrale Platz von Rovaniemi, der Hauptstadt der finnischen Provinz Lappland. Er liegt im Mittelpunkt einer kleinen Fußgängerzone im Zentrum Rovaniemis an der Kreuzung der Straßen Koskikatu und Maakuntakatu. Am Lordi-Platz befindet sich das 1989 erbaute Einkaufszentrum Sampokeskus.
Der ursprünglich als „Sampo-Platz“ (Sampo-aukio) bekannte Platz wurde im Juni 2006 in „Lordi-Platz“ umbenannt. Anlass war der Sieg der Hardrock-Band Lordi beim Eurovision Song Contest 2006, deren Sänger Mr. Lordi (Tomi Putaansuu) aus Rovaniemi stammt.